# Eosentomon drymoetes
Eosentomon drymoetes är en urinsektsart som beskrevs av Yin 1982. Eosentomon drymoetes ingår i släktet Eosentomon och familjen trakétrevfotingar. Inga underarter finns listade i Catalogue of Life.